# Apterostigma dorotheae
Apterostigma dorotheae är en myrart som beskrevs av Weber 1937. Apterostigma dorotheae ingår i släktet Apterostigma och familjen myror. Inga underarter finns listade.